# 14-я Майкопская кавалерийская дивизия

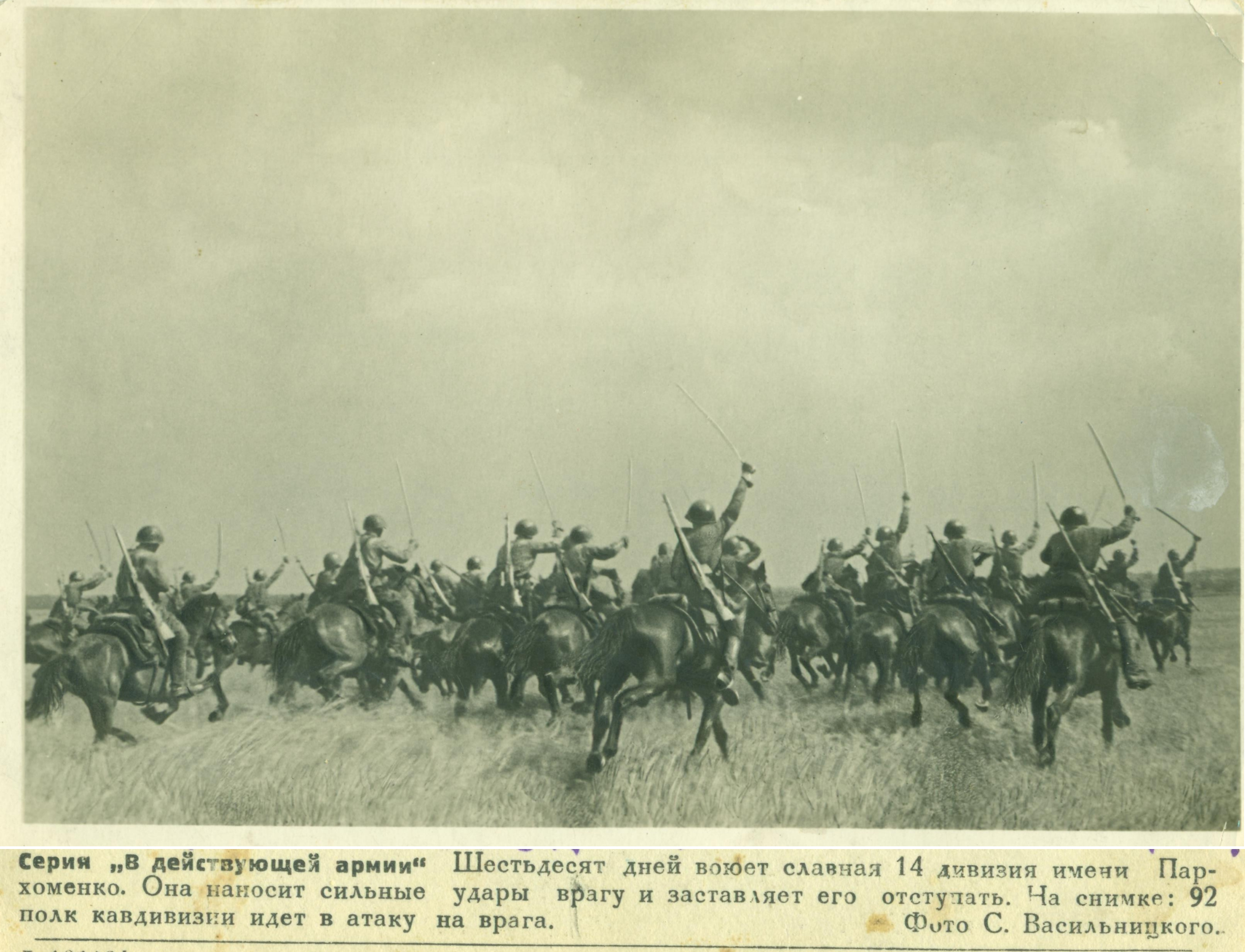
Почтовая открытка: Конница 92 Апшеронского кавалерийского полка 14 дивизии им. Пархоменко в атаке.

14-я Майкопская кавалерийская дивизия (1920 года формирования) — соединение кавалерии РККА, созданное во время Гражданской войны в России 1918—1920 годов. Являлось манёвренным средством в руках фронтового и армейского командования для решения оперативных и тактических задач.

## Формирование
Сформирована в г. Майкоп на основании приказа РВС 1-й Конной армии № 20 от 20 января 1920 года как кавалерийская дивизия при Управлении формирования 1-й Конной армии. По приказу РВС 1-й Конной армии № 128а от 19 апреля 1920 года включена в состав 1-й Конной армии как 14-я кавалерийская дивизия.
Дивизия  состояла из 6 кавалерийских полков (79, 80, 81, 82, 83, 84), из которых были сформированы бригады: 1 кбр (79, 80), 2 кбр (81, 82), 3 кбр (83, 84). В 1921 году бригадное звено управления было ликвидировано.
После расформирования 1-й Конной армии (май 1921) дивизия вошла в состав вновь сформированного Северо-Кавказского военного округа.
Приказом РВСР № 2710/450 от 30 ноября 1921 года 14-й кавдивизии присвоено наименование Майкопская. Шефство над дивизией принял Майкопский горисполком.
В октябре 1923 года дивизия вошла в состав Московского военного округа. (дислоцировалась в г. Тамбов).
1 сентября 1924 года из её частей сформирована 10-я Майкопская им. Коммунистического Интернационала Молодёжи кавалерийская дивизия.
В 1926 году шефство над 57 Харупанскм кавполком взял Итальянский комсомол (представитель — тов. Берти).
2 марта 1930 года 10-я Майкопская Краснознамённая имени КИМ кавалерийская дивизия получила наименование — 14-я кавалерийская Коммунистического Интернационала Молодёжи Краснознамённая дивизия им. т. Пархоменко, с которым она вступила в Великую Отечественную войну.

## Подчинение
В 1920—1924 в составе СКВО. В 1924—1929 в составе МВО.

## Боевой путь
Весной 1920 года части 1-й Конной Армии воевали на Северном Кавказе. Штаб армии с 22 марта по 3 апреля находился в г. Майкоп. По приказу командования РККА части 1-й Конной армии 3 апреля 1920 года вышли из Майкопа с целью перехода на Польский фронт, который находился на Украине. 1000-километровый переход Майкоп — Умань занял 52 дня. В этот поход выступила также 14-я кавалерийская дивизия под командованием начдива А. Я. Пархоменко.
Дивизия участвовала в Кубано-Новороссийской операции (3 — 27 марта 1920) против войск Деникина, советско-польской войне 1920 года (Киевская операция, Новоград-Волынская операция, Ровенская операция, Львовская операция, Варшавская операция, битва при Комарове), разгроме войск генерала Врангеля в Крыму (осень 1920) и банд Махно на Левобережной Украине (зима 1920/21).
По окончании боевых действий дивизия в мае 1921 года возвратилась в Майкоп.
В честь военных одержанных военных побед полки дивизии получили почётные наименования: 79 кп стал Дубненским — за взятие г. Дубно, 81 кп стал Харупанским — за взятие местечка Хорупань.
В 1921—1923 годах истребительные («летучие») отряды дивизии участвовали в ликвидации повстанческого движения и бандитизма на Северном Кавказе (банды Ющенко, Волуйского).

## Награды
- Трудовое Красное Знамя Украинской ССР (1921).
- 29 февраля 1928 года — Почётное Революционное Красное Знамя — награждена постановлением Президиума Центрального Исполнительного Комитета СССР в ознаменование десятилетия РККА и отмечая боевые заслуги на различных фронтах гражданской войны начиная с 1918—1919 г.[3]
- 13 февраля 1930 года —  Орден Красного Знамени- награждена постановлением Президиума Центрального Исполнительного Комитета СССР от 13 февраля 1930 года за исключительные боевые заслуги на фронтах гражданской войны и в боях с бандитизмом[4]

## Состав дивизии
1919 — 79 Дубненский кп, 80 кп, 81 кп, 82 кп, 83 кп, 84 кп.
1927—1929 — 55-й Дубненский (бывш. 79) кп, 56-й Апшеронский кп, 57-й Харупанский (бывш. 81) кп, 58-й Горынь-Градский кп, 59-й Подгайцевский (Подгальцевский) кп, 60-й Бугский кп, 10 кад, 10 отд. сапёрный эскадрон, 10 отд. эскадрон связи.
1935 — 55-й Дубненский кп, 56-й Апшеронский кп, 57-й Харупанский кп, 59-й Подгайцевский (Подгальцевский) кп, 14 мехполк, 14 кап, 14 отд. сапёрный эскадрон, 14 отд. эскадрон связи.
1939 — 31-й Харупанский кп, 76-й Подгайцевский кп, 92-й Апшеронский кп, 129-й Дубненский кп.

## Командный состав 14-й Майкопской кавалерийской дивизии
14-я Майкопская кавалерийская дивизия

### Начальники дивизии
- Маслаков, Григорий Савельевич — с 30 января 1920 года по 10 марта 1920 года,[5]
- Левда, Яков Антонович, врид — с 10 марта 1920 года по 27 марта 1920 года,[5]
- Поляков, Алексей Михайлович, врид — с 27 марта 1920 года по 21 апреля 1920 года,[5]
- Пархоменко, Александр Яковлевич — с 21 апреля 1920 года по 3 января 1921 года,[5]
- Шапкин Тимофей Тимофеевич — с 03 января 1921 по июль 1922 года,
- Ракитин Николай Васильевич (на 1923 г.),
- Тюленев, Иван Владимирович — 05.06.1924 - 13.11.1925
- Качалов, Владимир Яковлевич — с 13 ноября 1925 года по 1 января 1931 года[6]

### Военкомы дивизии
- Бугай, Герман — с 26 февраля 1920 года по 16 марта 1920 года[5]
- Блиох, Яков Моисеевич — с 16 марта 1920 года по 23 апреля 1920 года[5]
- Джиан, Григорий Григорьевич — с 23 апреля 1920 года по 29 июня 1920 года[5]
- Винокуров — с 29 июня 1920 года по 3 августа 1920 года[5]
- Е. М. Равикович — с 3 августа 1920 года по 21 августа 1920 года[5]
- Левин, Ефим Исаакович, врид — с 21 августа 1920 года по 17 декабря 1920 года[5]
- Сушкин, Дмитрий Андреевич — с 17 декабря 1920 года по ?[5]
- Пронин Алексей Михайлович (1921—1925);
- Хрулёв Андрей Васильевич (1921—1922, 1925—1928).

### Начальники штаба дивизии
- Войчук — с 30 января 1920 года по 13 мая 1920 года[5]
- Савицкий, Сергей Михайлович — с 13 мая 1920 года по 22 декабря 1920 года[5]
- Мурзин, Дмитрий Константинович — с 22 декабря 1920 года по ?[5]
- Духанов Михаил Павлович (хх.07.1927 - хх.10.1931)

### В дивизии служили
- Рябышев, Дмитрий Иванович,  c июля 1920 по 1921 год- командир 3-й бригады
- Неговора, Савелий Власович, c 30.01.1920 по 1921 год - помощник командира 1-й кавалерийской бригады.
- Крюков Владимир Викторович, генерал-майор, с августа 1921 по 1922 год — помощник командира 82 кп.
- Белов, Павел Алексеевич — С 06.1921 по 04.1922 помощник командира 82-го кп, с 04.1922 по 10.1926 командир 82-го кавалерийского полка.